# Karkkila
Karkkila (în suedeză Högfors) este o comună din Finlanda.